# Cuiry-Housse

Cuiry-Housse este o comună în departamentul Aisne din nordul Franței. În 1 ianuarie 2022 avea o populație de 102 de locuitori.